# Casa Universitarilor din Iași
Casa Universitarilor din Iași este un monument istoric aflat pe teritoriul municipiului Iași. Clădirea este în proprietatea Universitatea „Alexandru Ioan Cuza” din Iași. Aceasta a fost inițial în proprietatea vornicului Iordache Cantacuzino (Canta), mare logofăt în Divanul Moldovei, care a îndeplinit și funcția de caimacan (guvernator) în anul 1802 în timpul domniei lui Alexandru Șuțu. Casa are un singur etaj și 7 camere, anexe de aproximativ 600 de metri pătrați(mp), un beci de aproximativ 200 de mp și aproape 5.000 de mp de grădină. Aici va fi Centrul Cultural UAIC, ce va cuprinde săli de conferință și de ateliere pentru activități sociale, academice și de cercetare.